# ヒーリオセントリック
ヒーリオセントリック（Heliocentric）は、ポール・ウェラーが2000年に発表したアルバム。スタジオ・アルバムとしては5作目。

## 解説
多くの楽曲でオーケストラを取り入れた。オーケストラの中心人物ロバート・カービーは、ニック・ドレイク等のアルバム制作に協力した編曲家。ポールは、2000年5月のロイヤル・アルバート・ホール公演でもロバート・カービー・オーケストラと共演し、その模様はDVD『ライヴ・アット・ザ・ロイヤル・アルバート・ホール』に収録された。また、ポールと親交の深いバンド、オーシャン・カラー・シーンからスティーヴ・クラドックとデーモン・ミンケラが全面参加。
第1弾シングルとなった「ヒーズ・ザ・キーパー」は、1997年に他界したロニー・レーンに捧げられた曲。日本盤には、同シングルのカップリング2曲がボーナス・トラックとして追加収録された。

## 収録曲
特記なき楽曲はポール・ウェラー作。
1. ヒーズ・ザ・キーパー - "He's the Keeper" - 5:15
2. フライトゥンド - "Frightened" - 3:56
3. スウィート・ピー、マイ・スウィート・ピー - "Sweet Pea, My Sweet Pea" - 4:08
4. ホエイルズ・テイル - "A Whale's Tale" - 5:00
5. バック・イン・ザ・ファイアー - "Back in the Fire" - 3:26
6. ダスト&ロックス - "Dust and Rocks" - 5:43
7. ゼア・イズ・ノー・ドリンキング・アフター・ユーアー・デッド - "There's No Drinking, After You're Dead" - 5:24
8. ウィズ・タイム&テンパランス - "With Time and Temperance" - 5:02
9. ピッキング・アップ・スティックス - "Picking Up Sticks" - 4:51
10. ラヴ・レス - "Love-Less" - 5:20
下記2曲は日本盤ボーナス・トラック
11. ヒーリオセントリック - "Heliocentric" - 5:26
12. バン・バン - "Bang Bang" (Sonny Bono) - 2:32

## 参加ミュージシャン
- ポール・ウェラー - ボーカル、ギター、ピアノ
- スティーヴ・クラドック - ギター
- デーモン・ミンケラ - ベース
- スティーヴ・ホワイト - ドラムス
- ブレンダン・リンチ - モーグ・シンセサイザー、グロッケンシュピール
- マーク・ボクソール - アコースティック・ギター(on 4.)
- クリフ・ステイプルトン - ハーディ・ガーディ(on 9.)
- ロバート・カービー・オーケストラ